# Van Hool A320
Le Van Hool A320 est un autobus à plancher bas fabriqué et commercialisé par le constructeur belge Van Hool. Il sera remplacé sur les chaînes de montage par le Van Hool NewA320.

## Historique
Après avoir produit les Van Hool A500 et A600, dérivés du prototype Van Hool A280, le constructeur belge mit au point le premier prototype des Van Hool A300 en 1991. Ce modèle allait jeter les bases de tous les autres autobus urbains créés par Van Hool jusque dans les années 2000.
L'A300 se distingue de ces prédécesseurs par une nouvelle carrosserie, plus rectangulaire, et un plancher plus bas obtenu en disposant le compartiment moteur au-dessus du niveau du plancher. Il est par conséquent plus aisé d'embarquer que sur un autobus de la génération précédente.
Dès le début des années 1990, ce premier modèle de la nouvelle génération commença à se vendre en Belgique et à l'exportation, ainsi qu'une version midibus (le A308) et une version articulée (AG300 ou AGG30).
En 1994, Van Hool créa sur la base de ce châssis une version au moteur installé horizontalement à l'arrière : le Van Hool A360.
Dans la foulée, les prototypes des A320 et A330 seront produits en 1996.
Par rapport à l'A360, qui avait un plancher surélevé au-dessus du moteur, nécessitant un escalier pour atteindre la partie arrière, les A320 et A330 avaient un plancher plat. Ces trois versions, à moteur arrière, supprimaient l'encombrement du milieu de la salle par le compartiment moteur.
Le Van Hool A320 possédait, comme l'A360, un moteur installé horizontalement, d'où un léger surhaussement du plancher à l'arrière ; la banquette arrière reposait par conséquent sur le moteur et les A320 dotés de trois portes nécessitaient une marche d'accès au niveau de la troisième portière. Le Van Hool A330 avait, lui, un moteur vertical, installé à gauche, ce qui permettait un véritable plancher plat y compris sur les versions à trois portes.
Le Van Hool A320 sera produit de 1996 à 2001.

## Exploitants

### Belgique

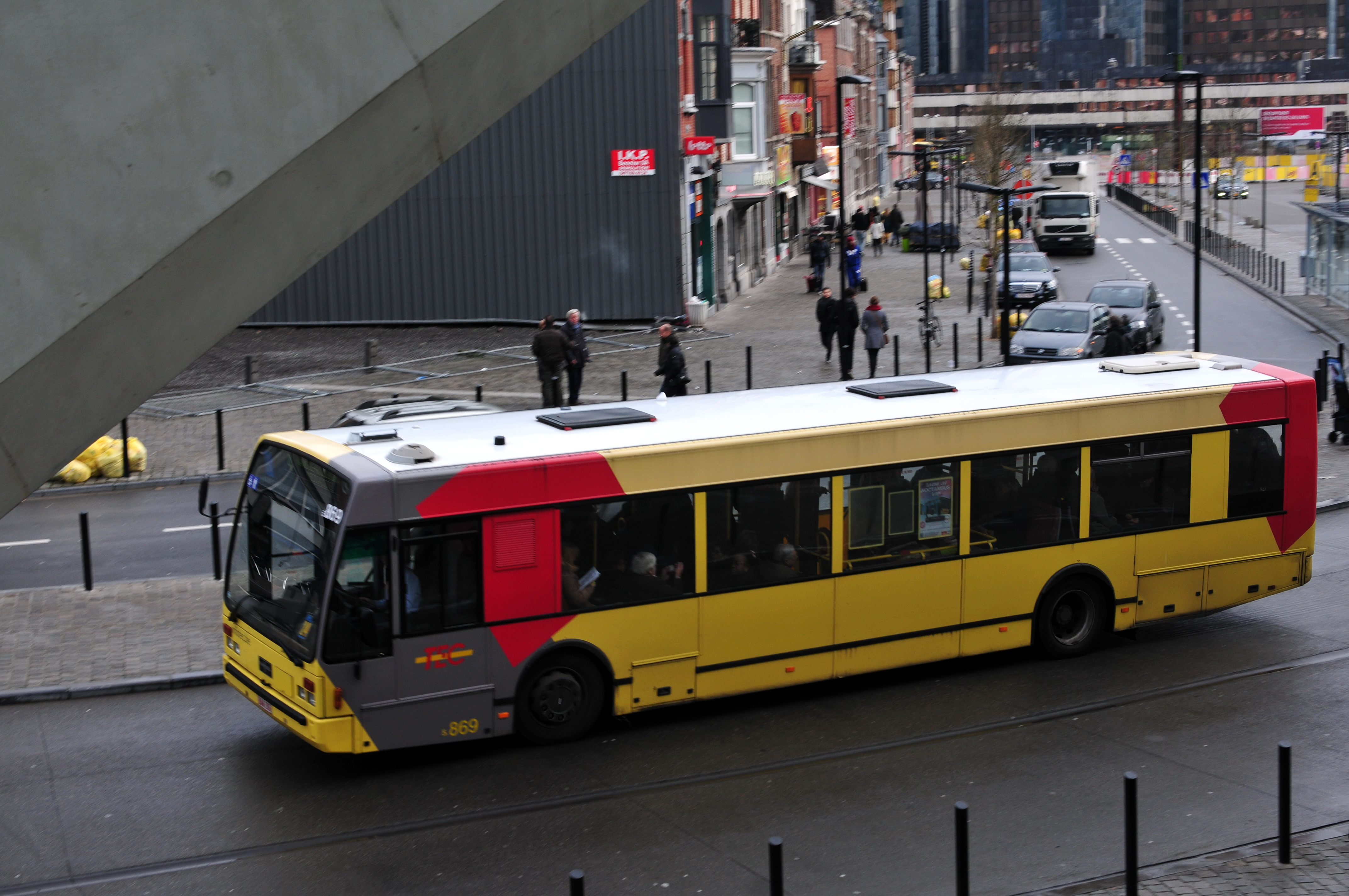
Van Hool A320 des TEC Liège-Verviers

Tous les Van Hool A320 utilisés en Belgique pour le transport public ont été commandés par les TEC ou un opérateur privé sous contrat avec TEC. Aucun Van Hool A320 ne fut commandé en Flandre, qui préférait le Van Hool A300 ou les Van Hool A360 et A330.
- Le TEC Liège-Verviers commanda 107 exemplaires, numérotés 5801 à 5907 et livrés de 1999 à 2000. Il s'agissait de bus à trois portes utilisés principalement dans la ville de Liège et pour quelques dessertes campagnardes. Ils furent retirés du service à partir de 2018 ; le dernier exemplaire fut radié le 6 janvier 2020[2].
- Le TEC Hainaut passa commande de 15 Van Hool A320, livrés en 1999. Également dotés de trois portes, ces autobus, numérotés 3721 à 3735 ont tous été radiés en 2019[3].
- Le prototype des Van Hool A320, construit en 1996, était un autobus à deux portes doté d'un moteur Mercedes-Benz. Il fut vendu à l'opérateur privé LIM Collard-Lambert qui le loua aux TEC de 1996 à 2015[4].

Le Van Hool A330 remplaça l'A320 sur les carnets de commande à partir de l’an 2000 ; À noter qu’aucun Van Hool NewA320 ne fut commandé neuf par les opérateurs belges.

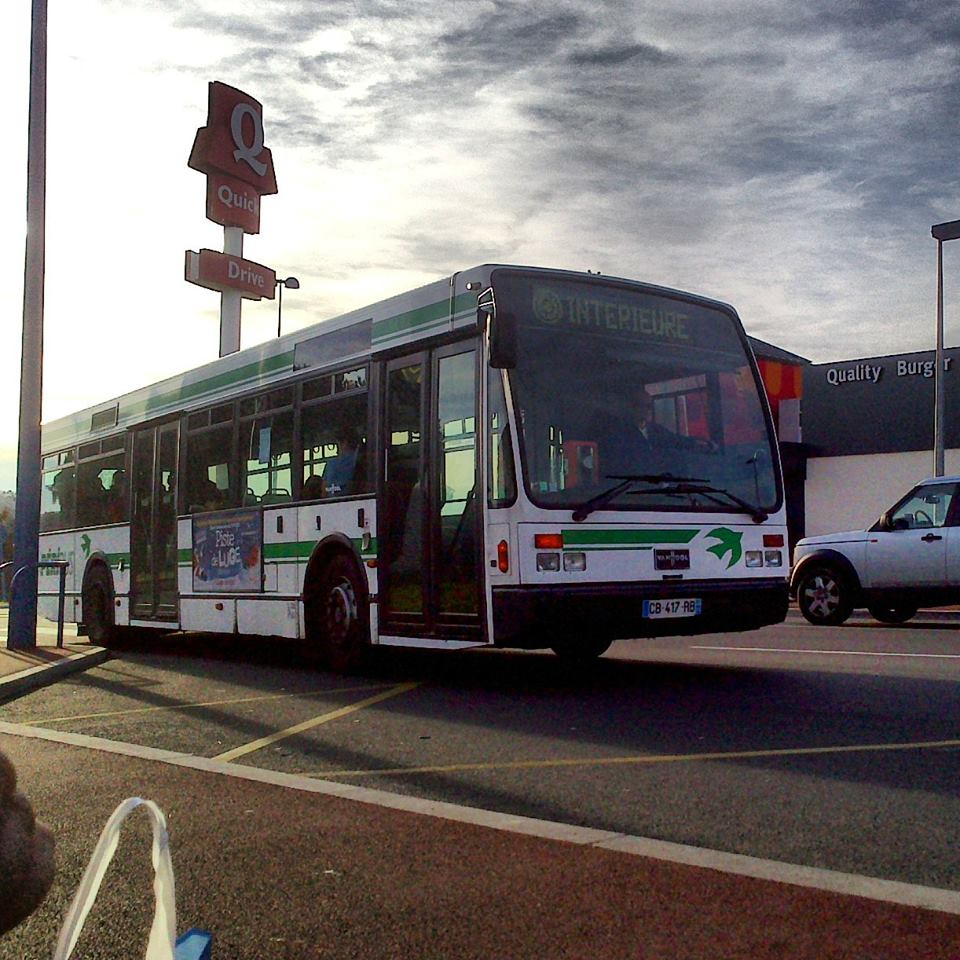
Van Hool A320 de Péribus (Périgueux)